# 胡安德莫斯特內斯阿羅塞梅納 (阿賴漢區)
胡安德莫斯特內斯阿羅塞梅納（西班牙語：Juan Demóstenes Arosemena），是巴拿馬的城鎮，位於該國中東部，由西巴拿馬省的阿賴漢區負責管轄，面積48.3平方公里，海拔高度63米，2010年人口37,044，人口密度每平方公里767人。